# Rosascheckiger Milchling
Der Rosascheckige Milchling oder Blutfleckige Milchling (Lactarius controversus) ist eine Pilzart aus der Familie der Täublingsverwandten (Russulaceae). Es ist ein sehr großer, weißer Milchling mit einem meist konzentrisch rosa gefleckten Hut. Die unveränderliche, weiße Milch schmeckt sehr scharf. Man findet ihn meist unter Schwarz- und Zitterpappeln.

## Merkmale

### Makroskopische Merkmale
Der Hut ist 8–20, ja bis zu 25 cm breit und zunächst gewölbt mit eingerolltem, leicht flaumig-filzig behaartem Rand, dann ausgebreitet und in der Mitte niedergedrückt oder trichterförmig vertieft. Bei älteren Fruchtkörpern ist der Rand glatt und kahl. Der Hut ist elfenbeinweiß bis blass ledergelb und oft undeutlich und besonders zum Rand hin konzentrisch rosa gezont oder gefleckt. Jung und bei feuchter Witterung ist der Hut sehr schmierig-klebrig.
Die gelblich weißen, später trüb fleischrosa Lamellen stehen ziemlich dicht und laufen etwas am Stiel herab. Manchmal sind die Lamellen in Stielnähe gegabelt.
Der kurze Stiel ist 2–5 cm lang und 1–2 cm breit, weiß-flaumig, später kahl und zur Basis hin verjüngt.
Die Milch ist weiß und unveränderlich und schmeckt nach einiger Zeit brennend scharf. Auch das feste Fleisch schmeckt sehr scharf und hat einen schwach obstartigen Geruch. Das Sporenpulver ist cremefarben mit einem rosa Reflex.

### Mikroskopische Merkmale
Die Sporen sind 6–7 µm lang und 5–6 µm breit und mit kräftigen, bis zu 0,5 µm hohen Warzen besetzt, die, zu dicken Graten verschmolzen, ein ziemlich vollständiges Netzwerk bilden. Die etwa 45 μm langen Pleuromacrozystiden und Cheilomacrozystiden kommen recht verstreut vor und sind unauffällig. Sie sind zugespitzt oder spindelförmig oder an der Spitze zusammengezogen. Die Pileipellis ist eine Ixocutis.

## Artabgrenzung
Der Milchling lässt sich kaum mit einem anderen Milchling verwechseln. Arttypisch und kennzeichnend sind folgende Merkmale:
- die großen, bei Feuchtigkeit schmierig bis klebrigen, weißen Hüte, die meist rosa gefleckt sind
- die weiße, unveränderliche und brennend scharfe Milch
- die cremegelben bis fleischrosafarbenen Lamellen, die aber immer einen rosa Reflex haben

## Ökologie
Der Rosascheckige Milchling ist ein Mykorrhizapilz, der normalerweise mit Pappeln, besonders mit Schwarz- und Zitterpappeln, gelegentlich auch mit Weiden, eine Symbiose eingeht.
Man findet den Milchling daher in Erlen- und Feldulmen-Auenwäldern, in Espen- und Pappel-Forsten und in Parkanlagen, aber auch an grasigen Straßen- und Wegrändern auf schwach bis stark eisenhaltigen, gewöhnlich nährstoff- und N-reichen Böden. Er kommt gleichermaßen in sauren bis basischen Böden, wie Basalt-, Löß-, Sand-, Lehm- oder Ton- oder Silikatgesteinsböden vor. An seinem Standort tritt er oft in größeren Mengen auf und wächst teils büschelig, oft in Ringen oder Reihen.
Die Fruchtkörper erscheinen im Sommer und Herbst vom Flachland bis ins Bergland.

## Verbreitung

Verbreitung des Rosagescheckten Milchlings in Europa. Grün eingefärbt sind Länder, in denen der Milchling nachgewiesen wurde. Grau dargestellt sind Länder ohne Quellen oder Länder außerhalb Europas.

Der Rosagescheckte Milchling kommt in Nordasien (Ostsibirien), Nordamerika (USA), Nordafrika (Marokko) und Europa vor. In Europa wurde er im Süden von Spanien bis Bulgarien, im Westen von Frankreich bis Großbritannien und im Osten bis Russland nachgewiesen. In Nordeuropa ist er selten, wurde aber im gesamten südlichen Fennoskandinavien nachgewiesen.
In Deutschland ist der Milchling weit verbreitet, aber nicht sehr häufig. Er kommt von den nordfriesischen Inseln und der Ostseeküste bis ins Voralpenland weit gestreut vor. Etwas dichter verbreitet ist er nur in den Stromtalauen sowie im östlichen Saarland. Auf der Roten Liste wird er in der Gefährdungskategorie RL3 geführt.

## Systematik

### Infragenerische Systematik
Die Art gehört in die Sektion Zonarii und ist nicht, wie man vielleicht vermuten könnte, mit den anderen großen weißen Milchlingen der Sektion Albati verwandt. Die Vertreter der Sektion haben schmierige und etwas klebrige Hüte, die mehr oder weniger gezont sind. Die Milch ist weiß und bleibt so, auch das Sporenpulver ist weiß oder cremefarben.

## Bedeutung
Wegen seines sehr scharfen Geschmacks gilt der Milchling als ungenießbar.